# Elvis & Nixon
Elvis & Nixon ist ein US-amerikanisches Filmdrama aus dem Jahr 2016. Regie führte Liza Johnson, das Drehbuch verfassten Joey Sagal, Hanala Sagal und Cary Elwes. Als historische Vorlage dient ein Zusammentreffen von Elvis Presley mit dem US-Präsidenten Richard Nixon, das 1970 stattgefunden hat.

## Handlung

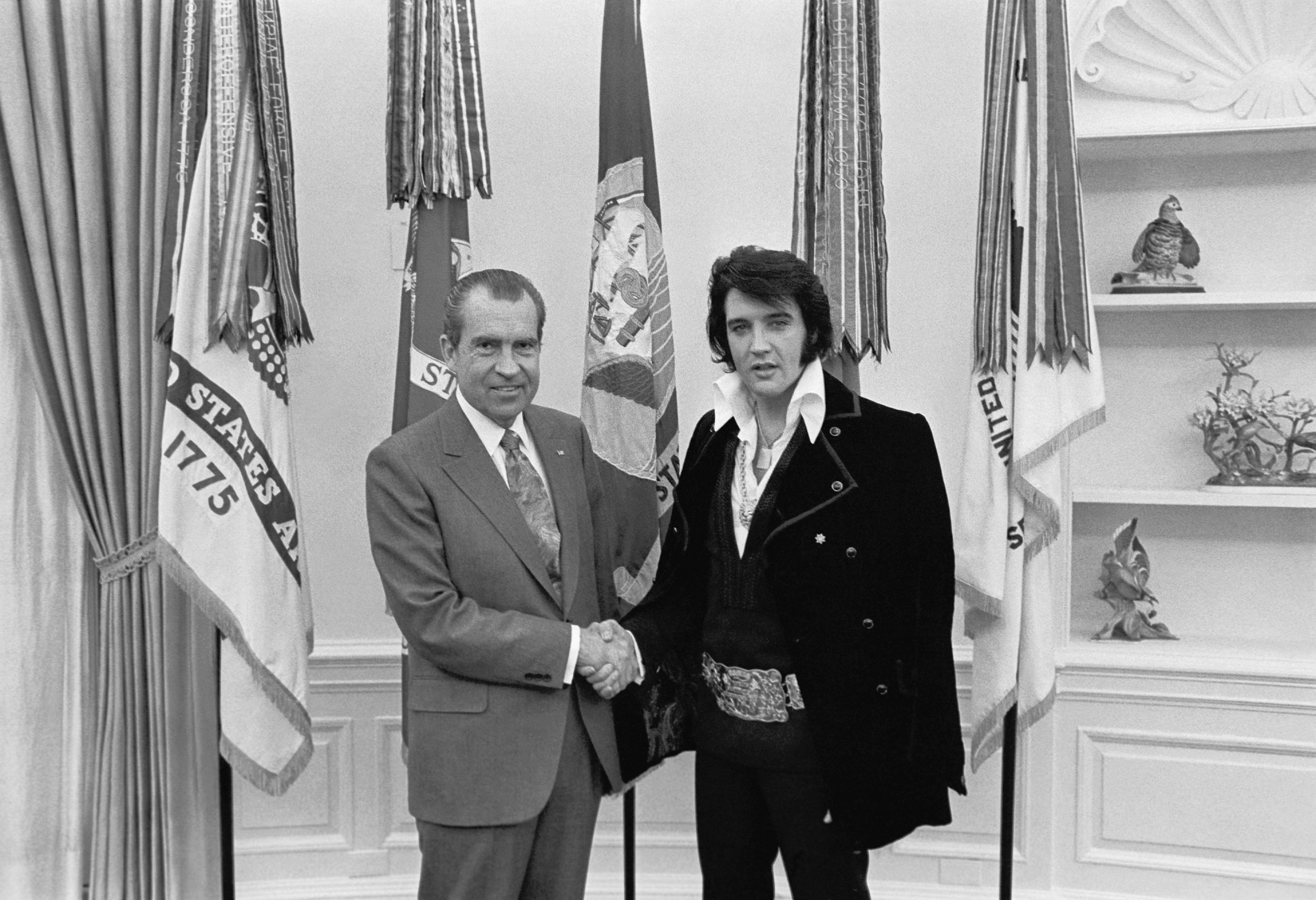
Treffen von Presley und Nixon 1970 als historische Vorlage

An einem Morgen im Dezember 1970 erscheint Elvis Presley mit seinem besten Freund Jerry vor dem Weißen Haus und verlangt ein Treffen mit dem US-Präsidenten Richard Nixon. Presley möchte sich den Problemen Amerikas widmen und den Präsidenten im Kampf gegen Drogen und die Verwahrlosung der Jugend unterstützen. Dafür möchte er zu einem Bundessonderagenten des FBI unter Leitung von J. Edgar Hoover ernannt werden. Zunächst lehnt Nixon ab, aber da eine seiner Töchter ein Autogramm von Presley haben möchte, kommt das Treffen doch zustande. Als Elvis Presley mit seinen Freunden im Weißen Haus erscheint, trägt er unter seinem Jackett eine Pistole, was für Irritation beim ihn durchsuchenden Sicherheitsdienst sorgt, woraufhin er diese Waffe abgeben muss. Außerdem bringt Presley als hübsch verpacktes Geschenk für US-Präsident Nixon eine historische Pistole aus dem Zweiten Weltkrieg mit, aus jener Zeit in den frühen 1940er Jahren, in der Nixon im US-Militär gedient hat. Auch diese Pistole wird vom entsetzten Sicherheitsdienst konfisziert.
Nach anfänglicher Skepsis, mit der Präsident Nixon den gefeierten Rock-’n’-Roll-Star empfängt, der im Oval Office die für den Präsidenten bestimmten M&M’s wegisst und die ebenfalls für Nixon gedachte Flasche Dr Pepper trinkt, bricht allmählich das Eis zwischen den beiden ungleichen Männern. Später demonstriert Presley dem Präsidenten sogar einige Karate-Übungen. Mit seiner beharrlichen Argumentation kann Presley das Staatsoberhaupt davon überzeugen, mit der Hilfe des Rockstars, der über seine moderne Rock-’n’-Roll-Musik junge Heranwachsende kommunikativ mühelos zu erreichen vermag, einen positiven Einfluss auf die Moral der Jugend zu haben, zum Beispiel im Kampf gegen Drogenkriminalität, und neue Wählerstimmen in dieser sozialen Gesellschaftsschicht gewinnen zu können. In diesem Zusammenhang verunglimpft Presley die aus England stammenden Beatles, die er insgeheim schätzt, als Beispiel für negative ausländische Einflüsse. Schließlich erhält Elvis Presley die von ihm gewünschte staatliche Beschäftigung zum Wohl der Allgemeinheit. Auch über die von Presley als Geschenk überreichte Pistole freut sich Richard Nixon über alle Maßen.

## Hintergrund
Der Film spielte am Eröffnungswochenende in den USA etwa 470.000 US-Dollar ein. Insgesamt wurden in den USA etwa eine Million Dollar eingenommen, weltweit waren es 1,44 Millionen US-Dollar.

## Kritik
Der Film erhielt überwiegend gemischte Kritiken. Bei Metacritic erhielt der Film einen Metascore von 59/100 basierend auf 37 Rezensionen, bei Rotten Tomatoes waren 76 Prozent der 127 Rezensionen positiv.
Der Filmdienst meint, Elvis & Nixon sei eine „unterhaltsame Komödie, die sich nach etwas orientierungslosem Beginn auf die Begegnung zwischen den beiden höchst unterschiedlichen Männern“ konzentriere, „aus der vor allem Nixon verändert“ hervorgehe. Filmstarts.de schreibt in den ersten zwei Dritteln schwanke „‚Elvis & Nixon‘ […] zwischen sanft- versponnener Celebrity-Comedy, unbeholfen-grobschlächtiger Politsatire und nachdenklicher Tragikomödie über Freundschaft, Liebe und Loyalität“. Die dabei entstehenden erzählerischen Unwuchten seien „nicht ohne Reiz, führen aber vor allem zu einigem Leerlauf, weil kaum ein Aspekt weiter vertieft“ werde. Die gegenseitige Fremdheit führe zu einem „köstlichen Eiertanz und Elvis brüskiert den Platzhirsch Nixon durch Etikettenbrüche, wobei selbst der Griff zur Süßigkeitenschale zum Machtspielchen“ werde.